# Präsidentschaftswahlen in Nigeria 1999

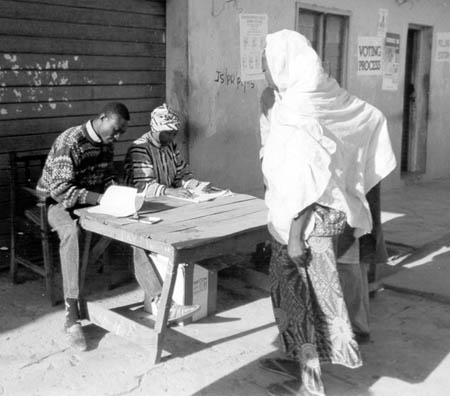
Stimmabgabe während der Wahlen

Die Präsidentschaftswahlen in Nigeria 1999 fanden am 27. Februar 1999 statt. Nach einer Schätzung hatte Nigeria 1999 111.580.397 Einwohner.
Zur Wahl stellten sich Olusegun Obasanjo, der bereits von 1976 bis 1979 nigerianischer Staatspräsident war, und Samuel Oluyemi Falae. Als christlicher Yoruba hatte dieser den Südwesten Nigerias hinter sich, konnte jedoch in anderen Gebieten wenig Stimmen gewinnen. Obasanjo siegte dagegen im muslimischen Norden und dem Südosten des Landes.
Von den 57.938.945 zuvor registrierten Wählern wurden 30.280.052 Stimmen abgegeben, damit lag die Wahlbeteiligung bei 52,3 Prozent. Obasanjo wurde mit 62,78 Prozent der Stimmen für vier Jahre zum Staatspräsidenten gewählt.

## Ergebnis
| Stimmenverteilung |
| ----------------- |
|                   |

| Stimmen | Kandidat             | Partei                                               |
| ------- | -------------------- | ---------------------------------------------------- |
| 62,78 % | Olusegun Obasanjo    | People’s Democratic Party (PDP)                      |
| 37,22 % | Samuel Oluyemi Falae | Alliance for Democracy (AD)/All People’s Party (APP) |